# روکامنا
روکامنا (به ایتالیایی: Roccamena) یک کومونه در ایتالیا است که در استان پالرمو واقع شده‌است.

## خصوصیات
روکامنا ۳۳٫۳ کیلومترمربع مساحت و ۱٬۶۶۹ نفر جمعیت دارد.